# Polgárminisztérium
Polgárminisztériumnak (németül Bürgerministerium vagy Doktorenministerium) nevezik a politikai szóhasználatban azt a kormányt, amely az Osztrák–Magyar Monarchia ausztriai felében („Lajtáninnen” vagy „Ciszlajtánia”) az országot kormányozta. 1867. december 30-tól lemondásáig, 1870. április 4-ig volt hatalmon.  A kormány határozottan liberális politikát folytatott, ám a nemzetiségi kérdéssel (föderalizmus kontra német párt) nem bírt és ez vezetett lemondásához.

## A név eredete
Az elnevezés arra utal, hogy  e kormány 9 tagja közül négy polgári származású volt és egy további, Ignaz von Plener, a nemesi címét 11 évvel korábban nyerte el) nem voltak nemesek. A Monarchiában ez újdonságnak számított. (A 19. században általános volt a „minisztérium” szónak az egész kormányra való alkalmazása.) A ritkábban használt Doktorminisztérium (Doktorenministerium) elnevezés alapja az volt, hogy a 9 kormánytag közül ötnek volt doktorátusa és három további kormánytagnak (Auersperg, Taaffe, Plener) abszolutóriuma volt jogi tanulmányaiból.

## Tagjai
- Miniszterelnök: Karl Wilhelm Philipp von Auersperg
- Miniszterelnök-helyettes: Eduard Taaffe gróf (időlegesen miniszter is)
- Belügyminiszter: Dr. Carl Giskra
- Pénzügyminiszter: Dr. Rudolf Brestel
- Igazságügy-miniszter: Prof. Eduard Herbst
- Mezőgazdasági- földművelésügyi miniszter: Alfred Józef Potocki gróf, (1870. január 15-től február 1-jéig) (1870. április 12-től egy hivatalnokkormány miniszterelnöke); Februar 1-jétől: Dr. Anton von Banhans
- Kereskedelmi miniszter: Ignaz von Plener (1870. január 15-től február 1-ig miniszterelnök és birodalmi honvédelmi miniszter (Landesverteidigungsminister)
- Kultuszminiszter: Dr. Leopold Hasner von Artha lovag (1870. február 1-jétől miniszterelnök); Utódja: Dr. Karl von Stremayr (1879-ben miniszterelnök)
- Tárca nélküli miniszter: Dr. Johann Nepomuk Berger
- Birodalmi honvédelmi miniszter (K.k. Ministerium für Landesverteidigung): január 15-től február 1-jéig Taaffe gróf

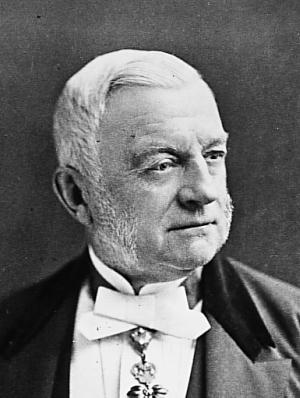
Karl von Auersperg miniszterelnök
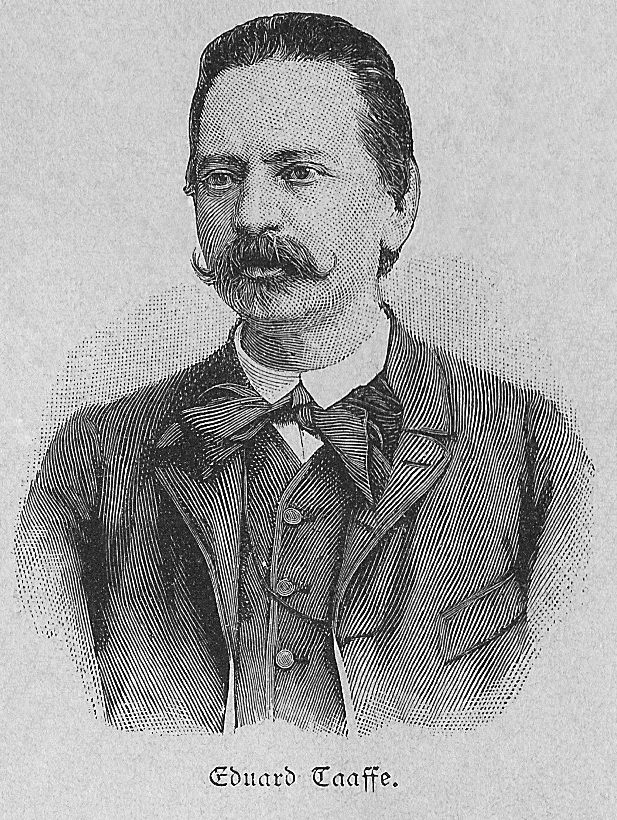
Eduard Taaffe gróf miniszterelnök-helyettes, honvédelmi és közbiztonsági miniszter
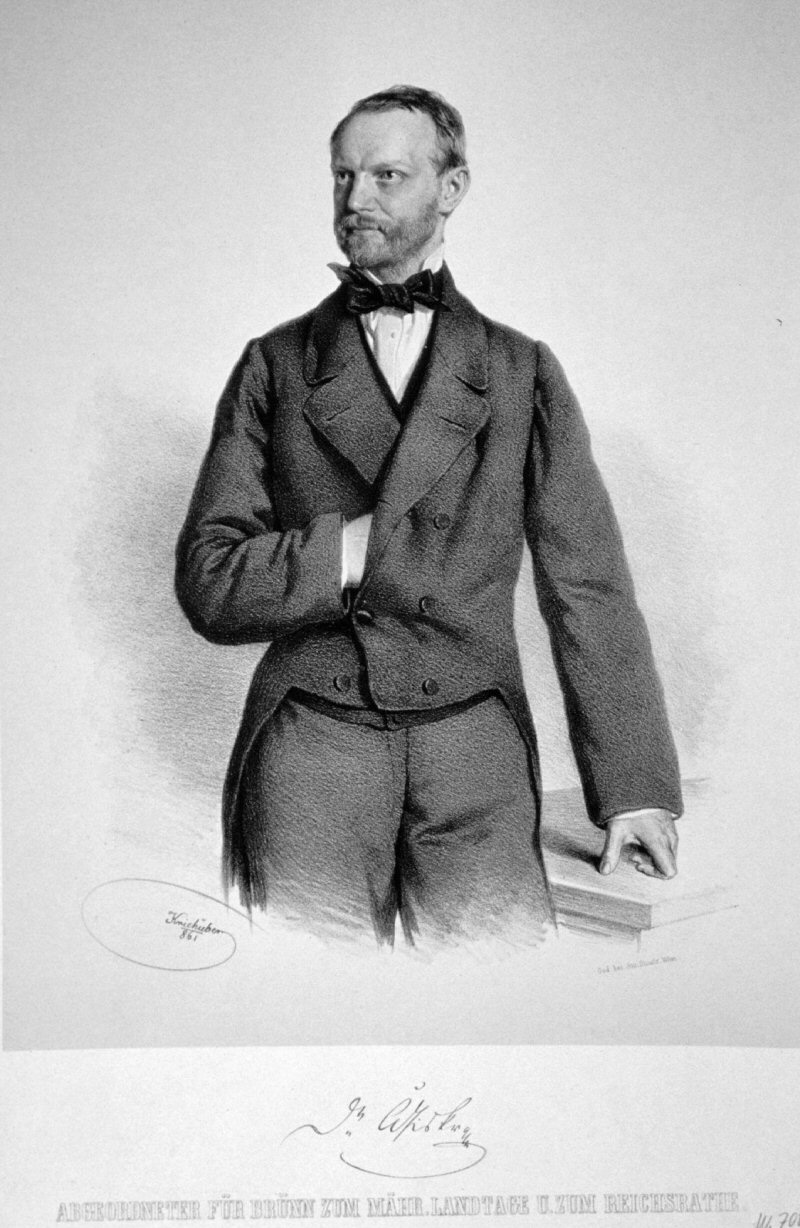
Dr. Carl Giskra belügyminiszter
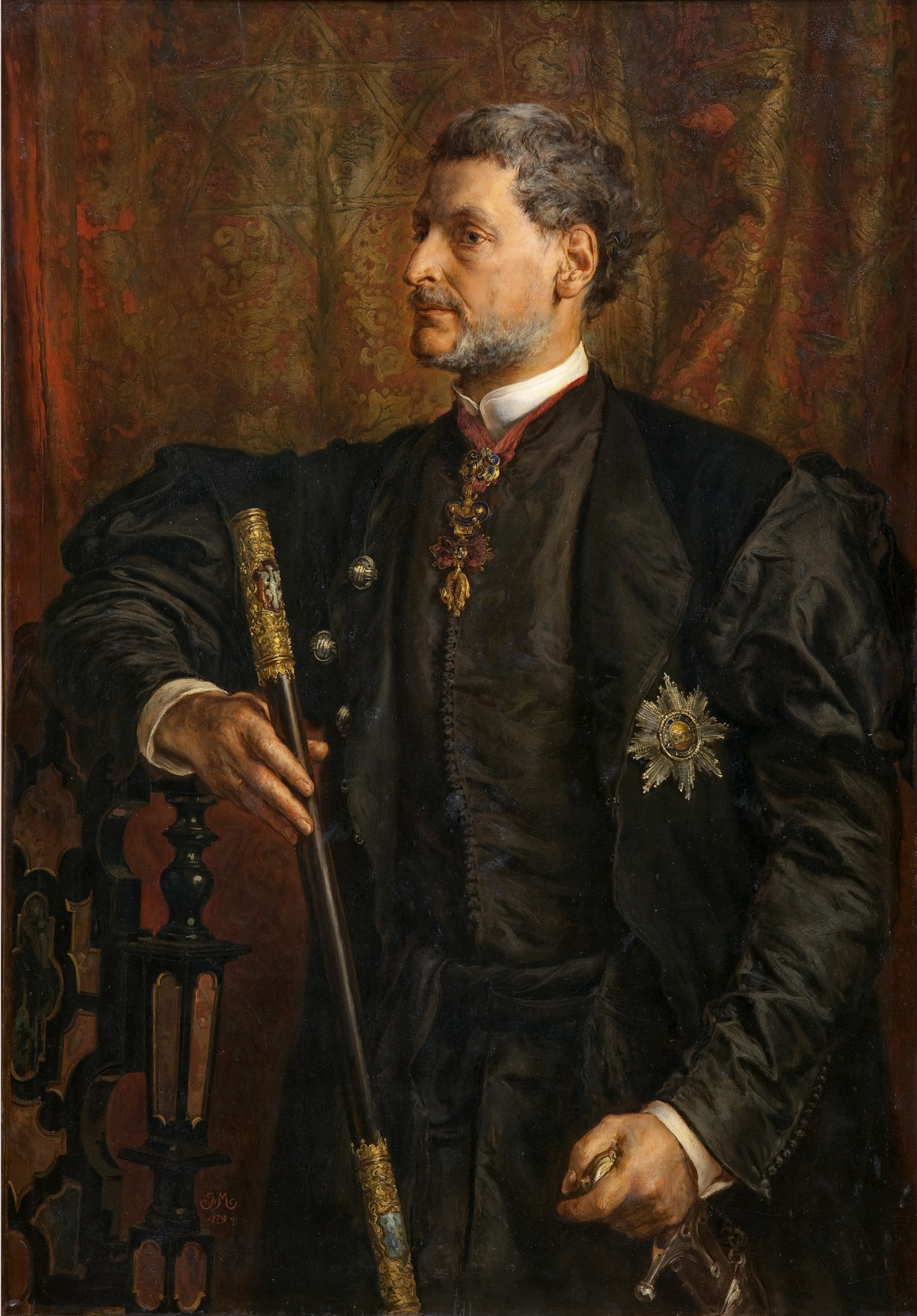
Alfred Józef Potocki gróf földművelésügyi miniszter
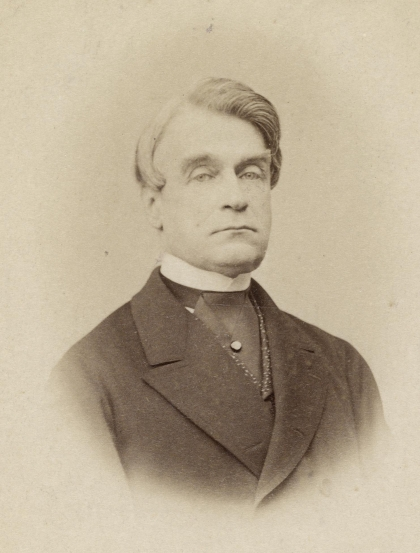
Ignaz von Plener kereskedelmi miniszter
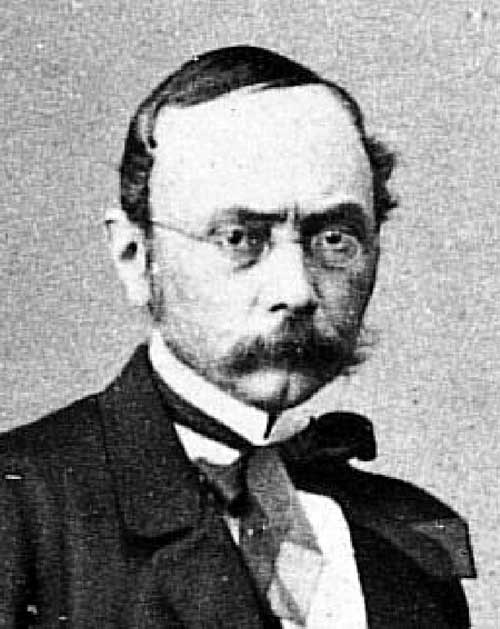
Leopold Hasner von Artha kultuszminiszter

## A kormány által elfogadtatott fontosabb törvények
Gesetz vom 25. Mai 1868, womit … die Gerichtsbarkeit in Ehesachen der Katholiken den weltlichen Gerichtsbehörden überwiesen … werden, RGBl. Nr. 47 / 1868.
- Gesetz vom 25. Mai 1868, wodurch grundsätzliche Bestimmungen über das Verhältnis der Schule zur Kirche erlassen werden, RGBl. Nr. 48 / 1868].[1]
- Gesetz über Versöhnungsversuche vor gerichtlichen Ehescheidungen (Die Scheidungswilligen wurden von der gesetzlichen Pflicht entbunden, ihren Pfarrer von ihrer Scheidungsabsicht zu verständigen; hatte dieser keine Versöhnungsversuche unternommen, so war nun das Gericht dazu verpflichtet.)[2]
- Gesetz über die Kosten der Wiener Donauregulierung (sie wurden zwischen dem Staat, dem Kronland Österreich unter der Enns und der Stadt Wien gedrittelt)[3]
- Gesetz über die Organisation des Reichsgerichts (des höchsten Gerichts der im Reichsrat vertretenen Königreiche und Länder)[4]
- Die inoffiziell als „Reichsvolksschulgesetz“ bekannte Rechtsnorm[5]
- Gesetz über die k.k. Landwehr (die Territorialverteidigung Österreichs)[6]